# Кемельмахер, Самсон Израилевич
Самсон Израилевич Кемельмахер (идиш שמשון קעמלמאַכער‎ — Шимшн Кемлмахер; род. 11 января 1953, Калараш, Молдавская ССР, СССР) — автор-исполнитель песен на идише и русского шансона.

## Биография
Родился в 1953 году в молдавском городе Калараш (теперь райцентр Каларашского района Молдовы. Окончил среднюю школу, два курса строительного техникума и один курс музыкального училища в Кишинёве по классу барабана. Начинал свою музыкальную деятельность в вокально-инструментальном ансамбле Конкорд при клубе Стяуа Рошие кишинёвского Дома Офицеров, которым руководил композитор Олег Мильштейн (впоследствии Конкорд был преобразован в Сонор и позже в Оризонт). После службы в армии, с 1975 года сотрудничал с аранжировщиком, композитором и пианистом Ильёй Бершадским, играл в ансамбле молдавских цыган при Кишинёвской филармонии (с его образования в 1980 году и до распада ансамбля в 1993 году). Вместе с Ильёй Бершадским Кемельмахер основал группу Ecou' («Экоу» — Эхо), в состав которой входил композитор Петре Теодорович. Группа сопровождала звёзд молдавской эстрады Иона Суручану, Анастасию Лазарюк, Надежду Чепрагу, а позже под тем же названием стала первой группой Филиппа Киркорова (впоследствии была переименована в группу Теодор). Выступал также в составе группы Реал.
В 1987 году при участии Ильи Бершадского создал ансамбль еврейской песни Идише лид (еврейская песня), в котором выступил вокалистом и с которым гастролировал по городам Советского Союза. В 1990 году на московской фирме грамзаписи «Мелодия» вышел первый альбом группы под названием «Майн лид — майн лэбм» (моя песня — моя жизнь), целиком составленный из песен самого Кемельмахера. Пластинка пользовалась значительным успехом, кавер-версии некоторых песен исполнялись и до сих пор исполняются музыкантами клезмерского направления на западе ([www.cduniverse.com/search/xx/music/pid/2028999/a/Transmigrations:+Gilgul.htm см. например] альбом Вольфа Краковского «Transmigrations», трак № 9, выпущенный лейблом Джона Зорна «Цадик» в США в 2001 году в серии Radical Jewish Culture). Кемельмахер исполняет свои композиции на бессарабском диалекте еврейского языка.
С 1990 года — в Израиле (в Бат-Яме и в Ашдоде), где переиздал в расширенном варианте пластинку «Ман лид — ман лэйбм» («майн лид — майн лэбм», моя песня — моя жизнь, 1993) и новый диск традиционных и собственных еврейских песен «Бэерише фин дэр момэ» («бэеруше фун дэр мамэ» — в наследство от мамы, 16 треков, 1993). С тех пор выпустил также двуязычный (идиш—русский) альбом «Ман штэйталэ Бэлц» («майн штэтэлэ Бэлц» — мой городок Бельцы: еврейские песни и не только) на лейбле COOL — Все Звёзды и три компакт диска авторских песен русского шансона в сотрудничестве с Евгением Шаповаловым.

## Дискография
- Майн лид — майн лебн / Моя песня — моя жизнь, Мелодия C60 29389 002, (c) 1990, запись 1989
  - переиздан в Израиле, 1993
- Обо всём понемногу, Кишинёв, 1991
- Я в Израиле и живой, Тель-Авив, 1993
- Ман штэйталэ Бэлц («майн штэтэлэ Бэлц» — мой городок Бельцы: еврейские песни и не только), COOL — Все Звёзды
- Бэерише фын дэр момэ («Бэеруше фун дэр мамэ» — наследство от матери; компакт-диск), COOL — Все Звёзды, Тель-Авив, 1993 и 2003
- Совсем не русский шансон (компакт-диск, 17 треков), Тель-Авив, 2004
- Еврейский шансон  (компакт-диск, 18 треков), Израиль, 2007

## Состав группы Ecou
См. фото здесь
- Алексей Вайсброд — вокал
- Юрий Дубяга — гитара
- Илья Бершадский — клавишные
- Сергей Лаур — бас-гитара
- Самсон Кемельмахер — ударные